# 爱德华·菲茨杰拉德 (诗人)

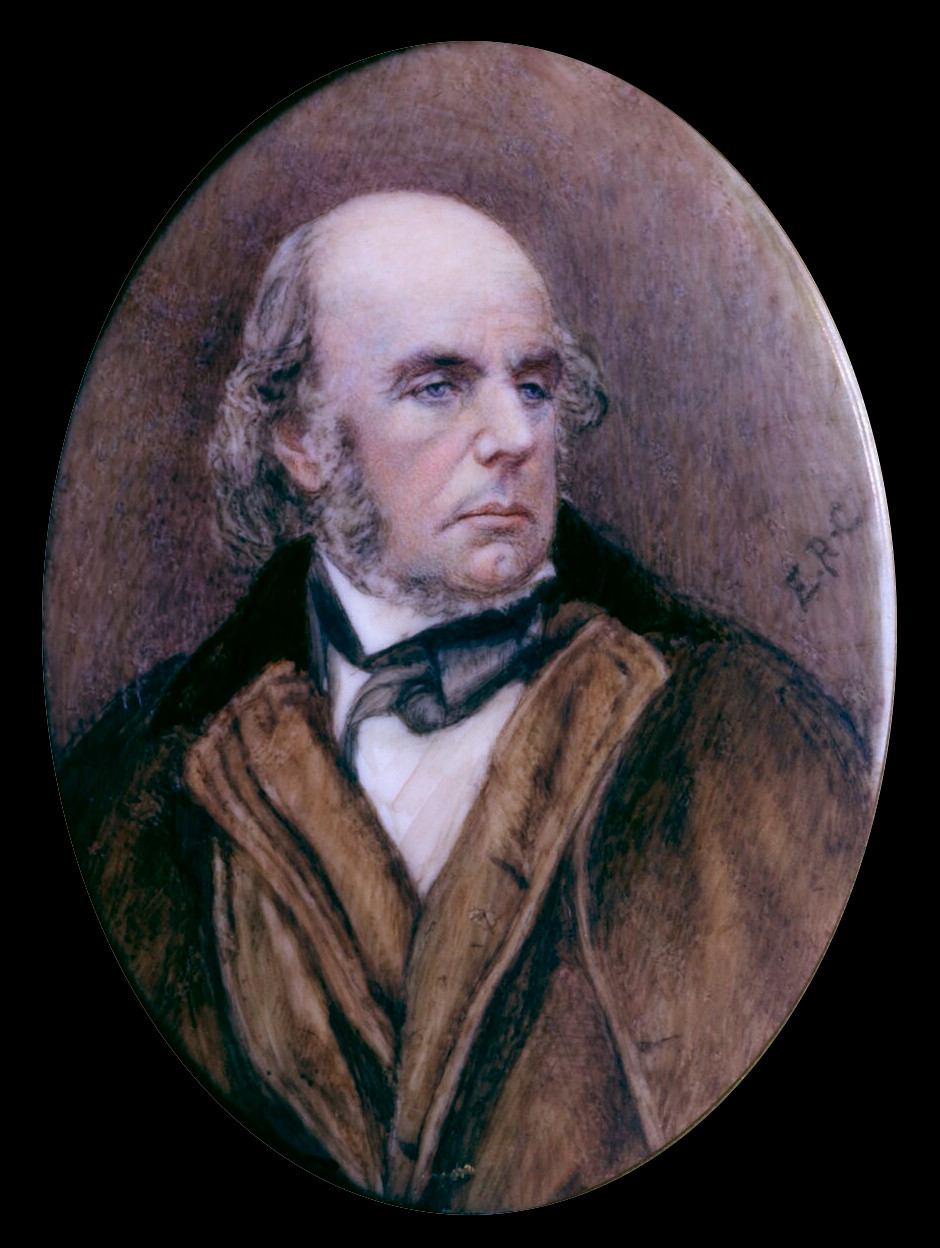
爱德华·菲茨杰拉德

爱德华·菲茨杰拉德 (1809年3月31日 – 1883年6月14日）是一位英国诗人和作家。他曾將鲁拜集翻譯成英文，而他的英譯本也是鲁拜集的第一本英譯本。 1880年至1881年，他還出版了两部俄狄浦斯悲剧的英译本。 